# El Morocho
El Morocho (auf Deutsch: der Kraftvolle, der Robuste), eigentlich Dante Juárez (* vor 1961) ist ein ehemaliger argentinischer Fußballspieler auf der Position eines Stürmers, der zum Ende seiner aktiven Laufbahn jahrelang beim mexikanischen Club Necaxa spielte und nach seiner aktiven Laufbahn in Mexiko blieb. Er ist der Vater des mexikanischen Fußballspielers Dante Juárez Soria, der auch unter dem Spitznamen El Morochito bekannt ist.

## Laufbahn
Dante Juárez „Morocho“ spielte zumindest zwischen 1961 und 1966 für den Club Necaxa, mit dem er in der Saison 1965/66 den mexikanischen Pokalwettbewerb und den Supercup gewann.
Im am 17. April 1966 ausgetragenen Supercupfinale gegen den Stadtrivalen Club América erzielte Juárez beide Treffer zum 2:0-Sieg seiner Mannschaft und galt somit als „Matchwinner“.
Bereits in der am 2. Februar 1961 ausgetragenen Begegnung um den IV. Pentagonal Internacional gegen den FC Santos mit Pelé, die als das bis dahin wohl beste Spiel einer mexikanischen Fußballmannschaft galt, war „El Morocho“ der überragende Spieler seiner Mannschaft, der sowohl den Führungstreffer zum 1:0 als auch den spielentscheidenden Treffer zum 4:3-Endstand erzielt hatte.

## Erfolge
- Mexikanischer Pokalsieger: 1966
- Mexikanischer Supercup: 1966